# Koreańska Armia Ludowa
Koreańska Armia Ludowa (kor. 조선인민군, Chosŏn inmin’gun) – siły zbrojne Koreańskiej Republiki Ludowo-Demokratycznej. Powołane zostały 9 lutego 1948 roku przez Kim Ir Sena.
Według rankingu Global Firepower z 2022 północnokoreańskie siły zbrojne stanowią 30. siłę militarną na świecie, z rocznym budżetem na cele obronne w wysokości 4,5 mld dolarów (USD).

## Charakterystyka
Korea Północna jest obecnie najbardziej zmilitaryzowanym państwem na świecie posiadając 4. co do liczebności armię na świecie liczącą 1,2 mln osób personelu (stan na 2022), do 20% mężczyzn w wieku pomiędzy 17 a 54 rokiem życia znajduje się w regularnych siłach zbrojnych. Siły Koreańskiej Armii Ludowej posiadają bardzo rozbudowaną liczbę instalacji wojskowych rozsianych po całym kraju, liczne fabryki amunicji oraz zwarty system obrony przeciwlotniczej. Siły te posiadają również trzeci co do wielkości arsenał broni biologicznej na świecie.
Zapasy broni KAL ocenia się na 4060 czołgów, 2500 wozów bojowych, 17900 sztuk broni artyleryjskiej, 11000 broni przeciwlotniczej oraz ok. 10 000 ręcznych wyrzutni rakiet 915 statków i 1748 samolotów. Około 478 samolotów to myśliwce, a 180 bombowce. KAL to najprawdopodobniej największy na świecie operator okrętów podwodnych, np. w 1994 wprowadzono 10 egzemplarzy zmodernizowanego projektu 629 (Golf II). Powodem posiadania takiej floty podwodnej jest prawdopodobnie przemyt i kontrabanda oraz ewakuacja/transport oficjeli – zgodnie z zasadami prawa morskiego wojenne okręty nie podlegają zasadniczo kontroli. Prowadzone są prace nad pociskami rakietowymi wystrzeliwanymi z okrętów podwodnych (KN-11).
Największym atutem KAL są elitarne oddziały sił specjalnych w liczbie 180 tysięcy żołnierzy. Stawiają Koreę Północną na trzecim miejscu pod względem ich liczebności pośród wszystkich armii na świecie.
Stale rozwijane są wszystkie gałęzie uzbrojenia. Rozwój wojsk pancernych, radiotechnicznych, floty i lotnictwa jest przy tym mniej intensywny niż rozwój broni masowego rażenia. Koreańską Armię Ludową podejrzewa się o prace nad rozwijaniem broni biologicznej: zarazków wąglika, cholery, tyfusu, ospy i innych chorób; oraz nad bronią chemiczną, w której skład wchodzą m.in.: gaz musztardowy, sarin oraz gaz VX. KAL posiada także odpowiednie technologie do przenoszenia zarówno broni biologicznej, jak i chemicznej na pociskach artyleryjskich oraz broni rakietowej o zwiększonym zasięgu i sile rażenia typu Rodong o średnim zasięgu do 1,5 tys. kilometrów, oraz typu Taep’o-dong (Taep’o-dong 1 i Taep’o-dong 2) o dużym zasięgu (odpowiednio 2500 km oraz ok. 6000 km). W ich polu rażenia znajduje się duża część Rosji z Władywostokiem, Chińska Republika Ludowa z Hongkongiem, Pekinem i Szanghajem, Tajwan, Filipiny, Korea Południowa, Japonia oraz Stany Zjednoczone.
KAL ma w swoim arsenale od 6 do 8 ładunków jądrowych uzyskanych ze zużytych prętów plutonowych z Ośrodka Badań Jądrowych w Jongbjon.

## Zasady poboru i pełnienia służby

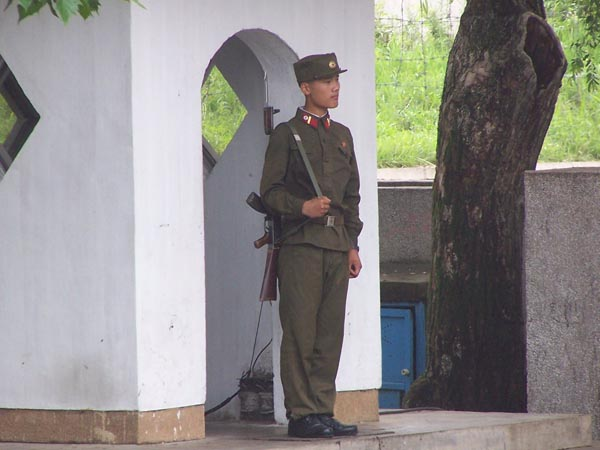
Żołnierz północnokoreański w strefie zdemilitaryzowanej, rok 2005

W Korei Północnej formalnie obowiązuje pobór powszechny obejmujący ogół mężczyzn i większość kobiet. Służba wojskowa formalnie trwa od 3 do 5 lat dla mężczyzn (nieco krócej dla kobiet w zależności od rodzaju wojsk).
W rzeczywistości pobór jest uzależniony od klasyfikacji politycznej obywateli zwanej Songbun. Zgodnie z tą klasyfikacją na podstawie pochodzenia z odpowiedniej grupy społecznej, postępowania członków rodziny i własnego, każdy obywatel jest przydzielany do jednej z 3 klas:
- „przyjaznej” – od 20% do 25% obywateli,
- „neutralnej” – od 40% do 55% obywateli,
- „wrogiej” – od 20% do 30% obywateli.

Każda klasa dzieli się ponadto na podklasy, więc obywatel jest przydzielany do jednej z 51 podklas.
Pobór rozpoczyna się od oceny zgodnie z powyższymi kryteriami:
- osoby z klasy „przyjaznej” mogą pełnić dowolną służbę,
- osoby z klasy „neutralnej” w zależności od podklasy nie mogą pełnić służby w niektórych jednostkach (np. specjalnych, łączności etc.),
- osoby z klasy „wrogiej” tylko wyjątkowo mogą pełnić służbę wojskową (ponadto większość jednostek jest i tak wtedy dla nich zamknięta).

Następnie kwalifikacja przypomina pobór obowiązujący w innych krajach, czyli oparta jest na stanie zdrowia, umiejętnościach, wykształceniu etc. Jednakże każdy kandydat może zrezygnować z pełnienia służby wojskowej – z uwagi na przywileje dla byłych żołnierzy nie powoduje to braku kandydatów, ponieważ nie jest to zbyt częste. Podczas tej kwalifikacji może dojść do sytuacji, że dla danego kandydata zabraknie miejsca w wojsku – możliwe jest kilkakrotne przystępowanie do poboru kandydatów odrzuconych z innych powodów niż klasyfikacja Songbun i stan zdrowia.
Po zakończeniu 3–5-letniej służby żołnierz drugie tyle odpracowuje w fabrykach etc. należących do armii, przez co rzeczywista służba wojskowa trwa od 6 do 10 lat. Po zakończeniu tego okresu były żołnierz otrzymuje przywileje w życiu cywilnym (np. specjalny dowód tożsamości dający większą swobodę poruszania się, lepsze miejsce zamieszkania, pracy i przydziały zaopatrzeniowe, czasem przeklasyfikowanie do wyższej podklasy w systemie Songbun).

## Podział wojsk Korei Północnej
Współczesne siły Koreańskiej Armii Ludowej dzielą się na:
- Wojska Lądowe Koreańskiej Armii Ludowej
- Marynarka Wojenna Koreańskiej Armii Ludowej
- Siły Powietrzne Koreańskiej Republiki Ludowo-Demokratycznej
- Dowództwo Artylerii Koreańskiej Armii Ludowej
- Dowództwo Operacji Specjalnych Koreańskiej Armii Ludowej

## Siły paramilitarne
Poza regularną armią na terenie Korei Północnej działają także organizacje paramilitarne. Są to:
- Czerwona Gwardia Robotniczo-Chłopska – największa cywilna organizacja obronna w Korei Północnej, liczy ok. 3,5 miliona członków[22]. Podstawowe jednostki organizacyjne formowane są na poziomie miasteczek, wsi lub prowincji i łączone są w kompanie, bataliony, brygady i dywizje. Wyposażona jest w broń ręczną, moździerze i broń przeciwlotniczą, jednak pewne jednostki pozostają nieuzbrojone[23]. Organizacja została założona w 1959 roku, jest pod zarządem Koreańskiej Partii Pracy.
- Młodzi Kadeci Czerwonej Gwardii KAL – są to korpusy KAL przeznaczone dla uczniów. W każdą sobotę przechodzą oni 4-godzinny trening przygotowujący ich do służby wojskowej.

## Stopnie wojskowe w KAL
|                                                             | Koreański               | Polski                             | Naramiennik                 | Naramiennik                   | Naramiennik                           | Naramiennik |
| ----------------------------------------------------------- | ----------------------- | ---------------------------------- | --------------------------- | ----------------------------- | ------------------------------------- | ----------- |
| Marszałkowie 원수급 (元帥級)                                | 대원수 (大元帥)         | Generalissimus                     |                             |                               |                                       |             |
| Marszałkowie 원수급 (元帥級)                                | 공화국원수 (共和國元帥) | Marszałek republiki                |                             |                               |                                       |             |
| Marszałkowie 원수급 (元帥級)                                | 인민군원수 (人民軍元帥) | Marszałek Armii Ludowej            |                             |                               |                                       |             |
| Marszałkowie 원수급 (元帥級)                                | 차수 (次帥)             | Wicemarszałek                      |                             |                               |                                       |             |
| Marszałkowie 원수급 (元帥級)                                | Koreański               | Stopnie wojskowe w Armii (WL i SP) | Naramiennik (Wojska Lądowe) | Naramiennik (Siły Powietrzne) | Stopnie wojskowe w Marynarce Wojennej | Naramiennik |
| Korpus oficerów – generałowie i admirałowie 장령급 (將領級) | 대장 (大將)             | Generał                            |                             |                               | Admirał                               |             |
| Korpus oficerów – generałowie i admirałowie 장령급 (將領級) | 상장 (上將)             | Generał broni                      |                             |                               | Admirał floty                         |             |
| Korpus oficerów – generałowie i admirałowie 장령급 (將領級) | 중장 (中將)             | Generał dywizji                    |                             |                               | Wiceadmirał                           |             |
| Korpus oficerów – generałowie i admirałowie 장령급 (將領級) | 소장 (少將)             | Generał brygady                    |                             |                               | Kontradmirał                          |             |
| Korpus oficerów starszych 좌관급 (佐官級)                   | 대좌 (大佐)             | Brygadier                          |                             |                               | Starszy komandor                      |             |
| Korpus oficerów starszych 좌관급 (佐官級)                   | 상좌 (上佐)             | Pułkownik                          |                             |                               | Komandor                              |             |
| Korpus oficerów starszych 좌관급 (佐官級)                   | 중좌 (中佐)             | Podpułkownik                       |                             |                               | Komandor porucznik                    |             |
| Korpus oficerów starszych 좌관급 (佐官級)                   | 소좌 (少佐)             | Major                              |                             |                               | Komandor podporucznik                 |             |
| Korpus oficerów młodszych 위관급 (尉官級)                   | 대위 (大尉)             | Kapitan                            |                             |                               | Kapitan marynarki                     |             |
| Korpus oficerów młodszych 위관급 (尉官級)                   | 상위 (上尉)             | Porucznik                          |                             |                               | Porucznik marynarki                   |             |
| Korpus oficerów młodszych 위관급 (尉官級)                   | 중위 (中尉)             | Podporucznik                       |                             |                               | Podporucznik marynarki                |             |
| Korpus oficerów młodszych 위관급 (尉官級)                   | 소위 (少尉)             | Chorąży                            |                             |                               | Chorąży marynarki                     |             |
| Korpus podoficerów 하사관급 (下士官級)                      | 특무상사 (特務上士)     | Sierżant sztabowy                  |                             |                               | Bosman sztabowy                       |             |
| Korpus podoficerów 하사관급 (下士官級)                      | 상사 (上士)             | Starszy sierżant                   |                             |                               | Starszy bosman                        |             |
| Korpus podoficerów 하사관급 (下士官級)                      | 중사 (中士)             | Sierżant                           |                             |                               | Bosman                                |             |
| Korpus podoficerów 하사관급 (下士官級)                      | 하사 (下士)             | Plutonowy                          |                             |                               | Bosmanmat                             |             |
| Korpus szeregowych 전사급 (戰士級)                          | 상급병사 (上級兵士)     | Starszy kapral                     |                             |                               | Starszy mat                           |             |
| Korpus szeregowych 전사급 (戰士級)                          | 중급병사 (中級兵士)     | Kapral                             |                             |                               | Mat                                   |             |
| Korpus szeregowych 전사급 (戰士級)                          | 초급병사 (初級兵士)     | Starszy szeregowy                  |                             |                               | Starszy marynarz                      |             |
| Korpus szeregowych 전사급 (戰士級)                          | 전사 (戰士)             | Szeregowy                          |                             |                               | Marynarz                              |             |

## Zagrożenie ze strony Koreańskiej Armii Ludowej
Ewentualna wojna z Koreą Południową oznaczałaby duże straty zarówno materialne, jak i w ludziach. Atak elitarnych oddziałów i armii czynnej spowodowałby zniszczenia głównie w strefie przygranicznej. Najbardziej zagrożona byłaby stolica Korei Południowej – Seul.
Istnieje także zewnętrzne zagrożenie rakietowe oraz atomowe dla takich państw jak: Japonia, Chińska Republika Ludowa, Rosja, Korea Południowa, Stany Zjednoczone.
Jednak mobilność i niekorzystne usytuowanie Korei Północnej w połączeniu z siłą Korei Południowej (współpracującej ze Stanami Zjednoczonymi) powoduje, że KAL jest raczej lokalnym zagrożeniem.